# Madawaska (condado de Aroostook)
Madawaska es un lugar designado por el censo ubicado en el condado de Aroostook en el estado estadounidense de Maine. En el Censo de 2010 tenía una población de 2.967 habitantes y una densidad poblacional de 212,42 personas por km².

## Geografía
Madawaska se encuentra ubicado en las coordenadas 47°20′33″N 68°20′0″O / 47.34250, -68.33333. Según la Oficina del Censo de los Estados Unidos, Madawaska tiene una superficie total de 13.97 km², de la cual 13.7 km² corresponden a tierra firme y (1.89%) 0.26 km² es agua.

## Demografía
Según el censo de 2010, había 2.967 personas residiendo en Madawaska. La densidad de población era de 212,42 hab./km². De los 2.967 habitantes, Madawaska estaba compuesto por el 98.31% blancos, el 0.3% eran afroamericanos, el 0.61% eran amerindios, el 0.27% eran asiáticos, el 0% eran isleños del Pacífico, el 0.03% eran de otras razas y el 0.47% pertenecían a dos o más razas. Del total de la población el 0.67% eran hispanos o latinos de cualquier raza.